# Roman de Brut
El Roman de Brut és una història llegendària d'Anglaterra escrita en anglonormand pel poeta Robert Wace cap a l'any 1155.
Dedicat a la reina Elionor d'Aquitània, relata la història dels avantpassats del rei Enric II, que es remuntarien a Brutus, i al mateix Enees.

## Descripció

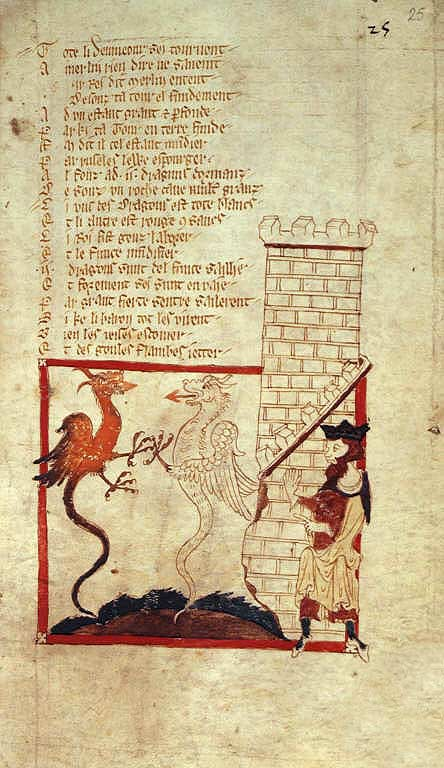
La torre de Vortigern representada en el manuscrit Egerton 3028 fol. 25 de la British Library

El material narratiu del Roman de Brut està tret de la Historia Regum Britanniae de Geoffrey de Monmouth, hàbil obra de propaganda destinada a assentar la legitimitat de la dinastia Plantagenet, que reprèn la història de la Gran Bretanya i la fa remuntar a l'època del mític Brutus de Troia.
L'obra, com la seva predecessora llatina, que va gaudir de gran èxit, aspira a la veritat històrica; incideix en la successió genealògica i és un relat, segons el seu autor, «de rei en rei, i de eir en eir» ("de rei en rei, i d'hereu en hereu").
Però, a banda de l'ús de l'anglonormand, introdueix algunes importants innovacions en el seu model, sobretot pel que fa a la tècnica, que situa l'obra en una etapa intermèdia entre l'estil historiogràfic i la novel·la artúrica. Destaca la dramatització de certs passatges, la inclusió de diàlegs i monòlegs construïts en períodes anafòrics, que poden versar fins i tot sobre sentiments.
Rellevant és també la introducció de nous termes que acabaran designant i fixant les qualitats cavalleresques: «noblesse» (noblesa), «corteisie» (cortesia), «richesse» (riquesa), «largesse» (liberalitat) i «onor» (honor).
D'altra banda, el personatge del rei Artús és, com en l'obra de Geoffrey de Monmouth, un guerrer i conqueridor abans de res, lluny de la imatge cortesana, d'esplèndid amfitrió justicier, però ociós, que tindrà en la novel·la cortesana, a partir de Chrétien de Troyes.

## Idioma
L'idioma en què està escrit és l'anglonormand, una antiga llengua parlada durant l'edat mitjana a Anglaterra, especialment a la cort i entre els nobles. Es considera un dialecte del normand, una llengua romànica que es parla a Normandia, al nord de França. També es considera un precedent del jerseiès. Wace, en emprar aquest idioma, va ser innovador, ja que en el seu moment el llatí era la llengua majoritàriament triada per als escrits.